# Telesphore Bilung
Telesphore Bilung (ur. 15 kwietnia 1961 w Sargidipa) – indyjski duchowny rzymskokatolicki, w latach 2014–2021 biskup pomocniczy Ranchi, od 2021 biskup Jamshedpur.

## Życiorys
Święcenia kapłańskie przyjął 2 maja 1992 w Zgromadzeniu Słowa Bożego. Pracował głównie jako rektor zakonnych niższych seminariów i domu formacyjnego w Lungai. Był także m.in. proboszczem w Premnagar, przełożonym zakonnej misji w Bezda oraz radnym prowincjalnym. W latach 2011–2014 przełożony indyjskiej prowincji werbistów.
6 maja 2014 został prekonizowany biskupem pomocniczym Ranchi ze stolicą tytularną Rutabo. Sakry biskupiej udzielił mu 30 sierpnia 2014 kard. Telesphore Toppo.
1 listopada 2021 papież Franciszek mianował go biskupem diecezji Jamshedpur. Kanoniczne objęcie diecezji nastąpiło 11 grudnia 2021.